# Анновская волость (Верхнеднепровский уезд)
Анновская волость — административно-территориальная единица Верхнеднепровского уезда Екатеринославской губернии.
По состоянию на 1886 год состояла из 6 поселений, 6 сельских общин. Население 3075 человек (1520 мужского пола и 1555 женского), 562 дворовых хозяйства.
|                       | Площадь, десятин | В том числе пахотной, дес. |
| --------------------- | ---------------- | -------------------------- |
| Сельских общин        | 3595             | 1940                       |
| Частной собственности | 21 047           | 1670                       |
| Другой собственности  | 120              | 35                         |
| Всего                 | 24 762           | 3645                       |

Наибольшие поселения волости:
- Анновка — село при реке Жёлтая в 90 верстах от уездного города, 1523 человек, 285 дворов, церковь православная, еврейский молитвенный дом, школа, 2 лавки, постоялый двор, 2 ярмарки в год, базары по воскресеньям.
- Искровка — село при реке Ингулец, 690 человек, 119 дворов, лавка.
- Нетесовка — село при реке Жёлтая, 120 человек, 21 двор, лавка.

По данным на 1916 год: 
- волостной старшина — Бабенко Фёдор Викторович;
- волостной писарь — Якименко Никита Матвеевич;
- председатель волостного суда — Гладушка Авксентий Дмитриевич;
- секретарь волостного суда — Левченко Василий Михайлович;
- председатель сельскохозяйственного общества — Молчан Андрей Зиновьевич.